# Acker-Schachtelhalm
Der Acker-Schachtelhalm (Equisetum arvense) ist eine Pflanzenart aus der Gattung der Schachtelhalme (Equisetum) innerhalb der Familie der Schachtelhalmgewächse (Equisetaceae). Weitere deutschsprachige Trivialnamen sind Zinnkraut, Acker-Zinnkraut, Zinngras, Katzenwedel/Katzenschwanz/Katzenzagelkraut, Pferdeschwanz, Schaftheu, Pfannebutzer oder Scheuerkraut.

## Beschreibung

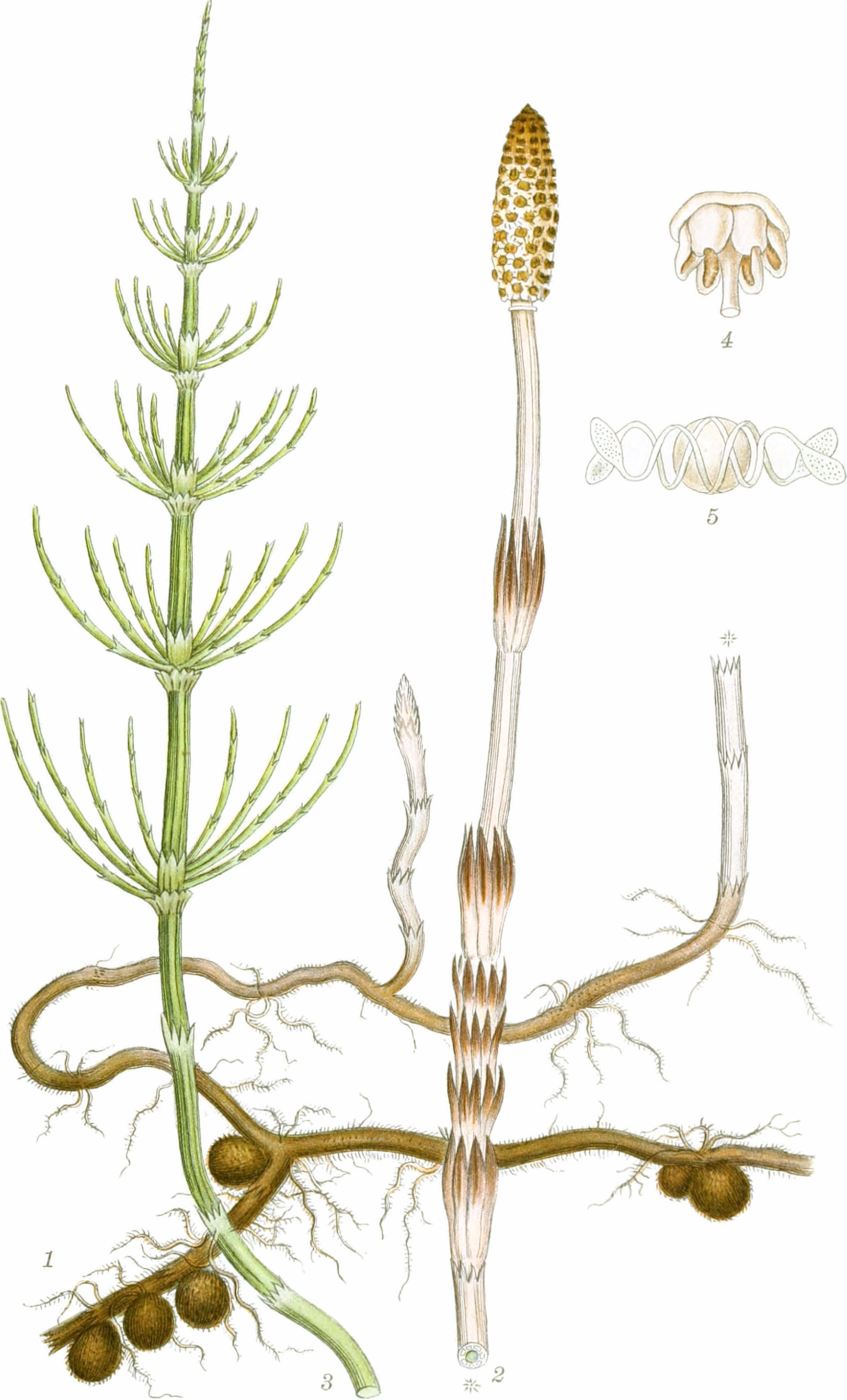
Illustration

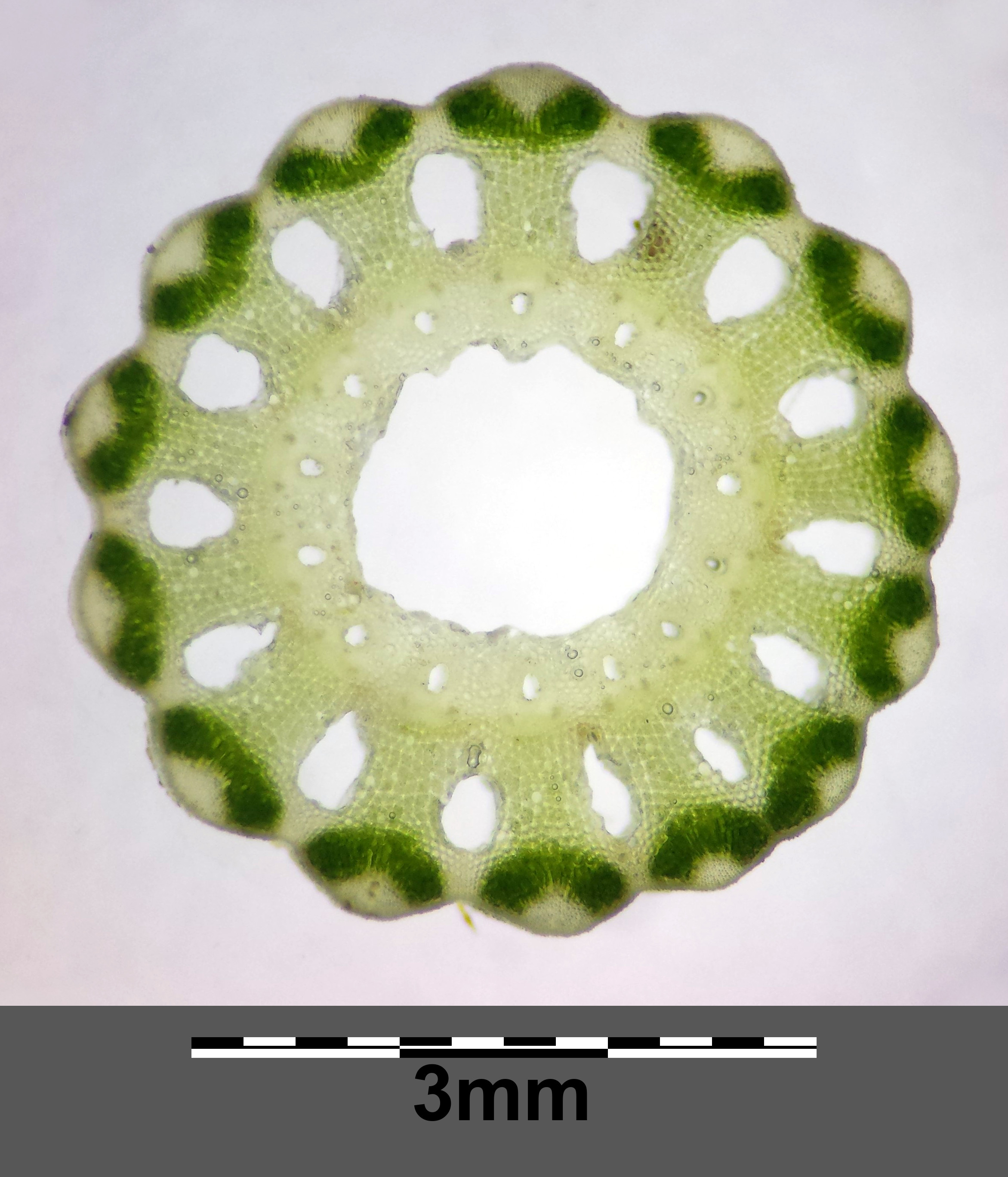
Querschnitt eines sterilen Sprosses

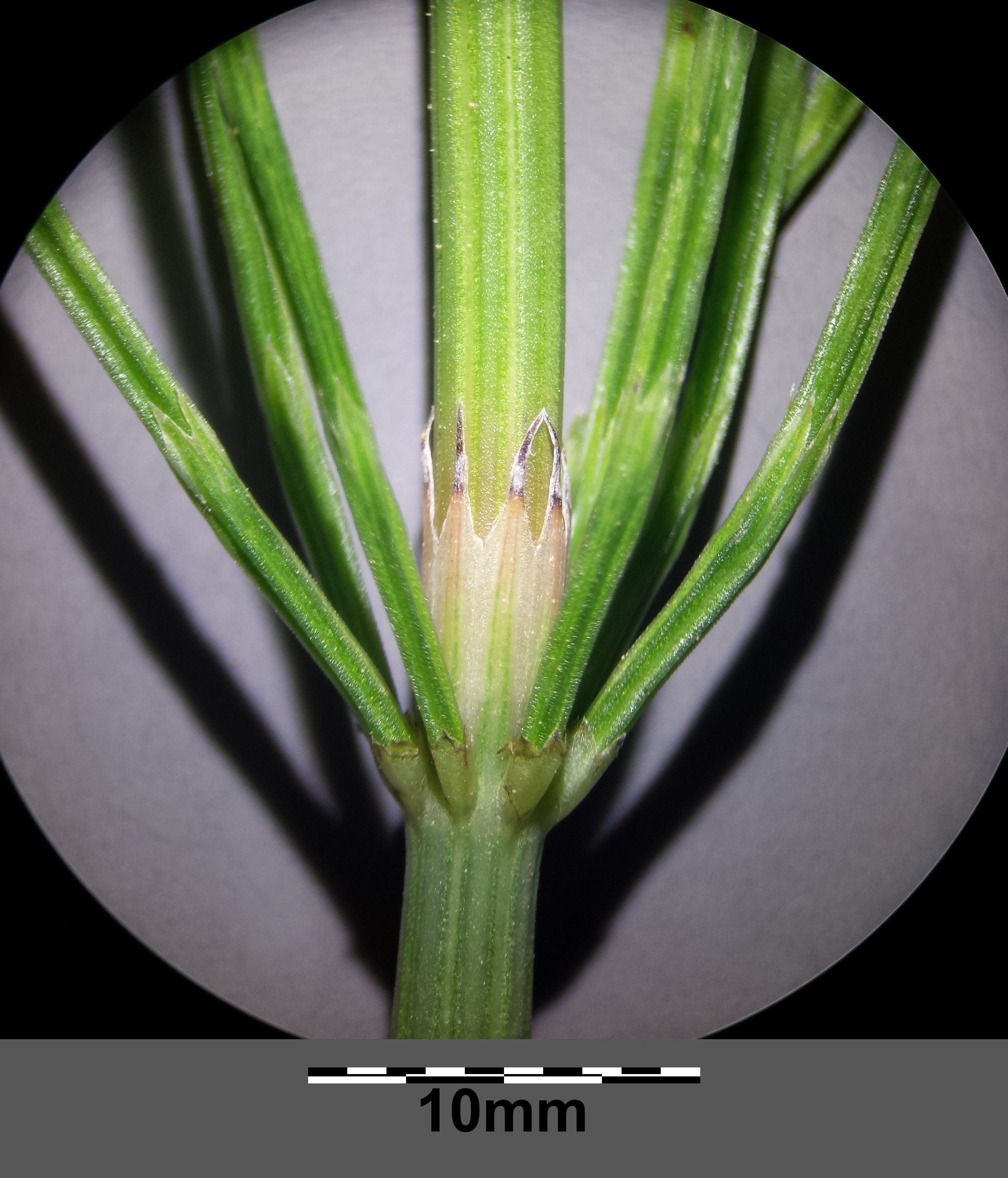
Stängel mit Ästen. Die untersten Internodien der oberen und mittleren Äste sind länger als die Stängelscheide.

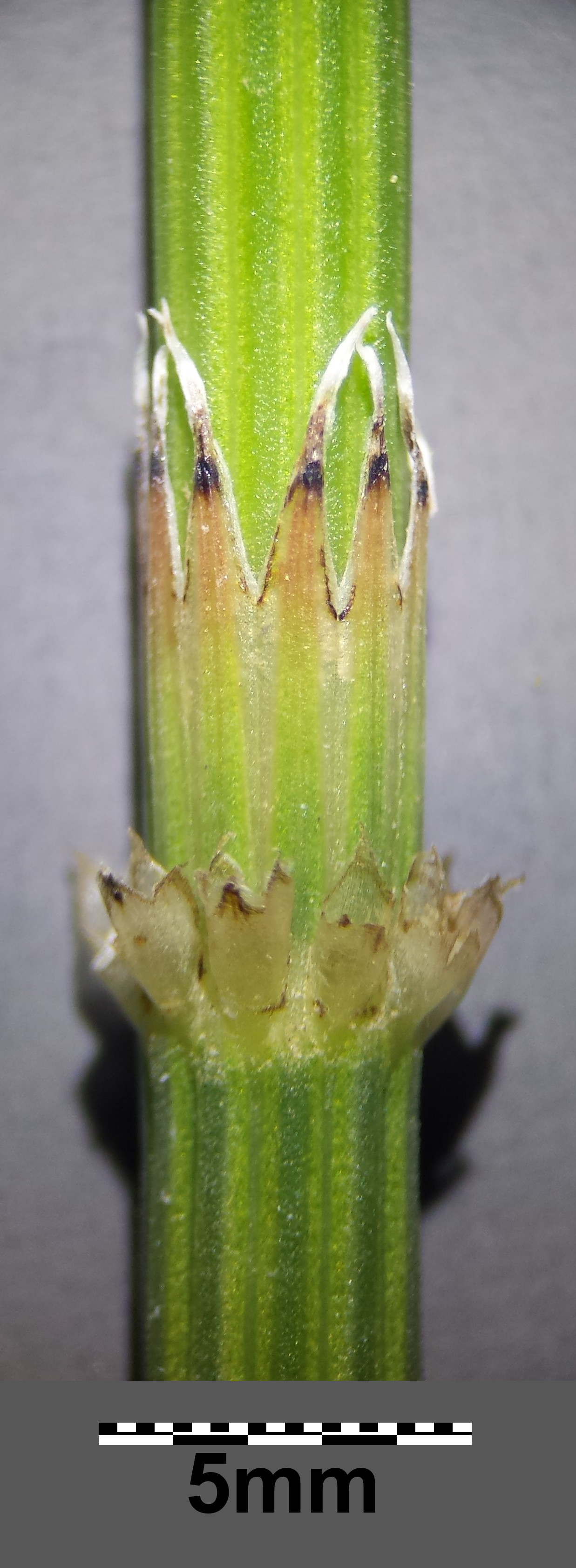
Stängel mit Scheide mit Zähnen

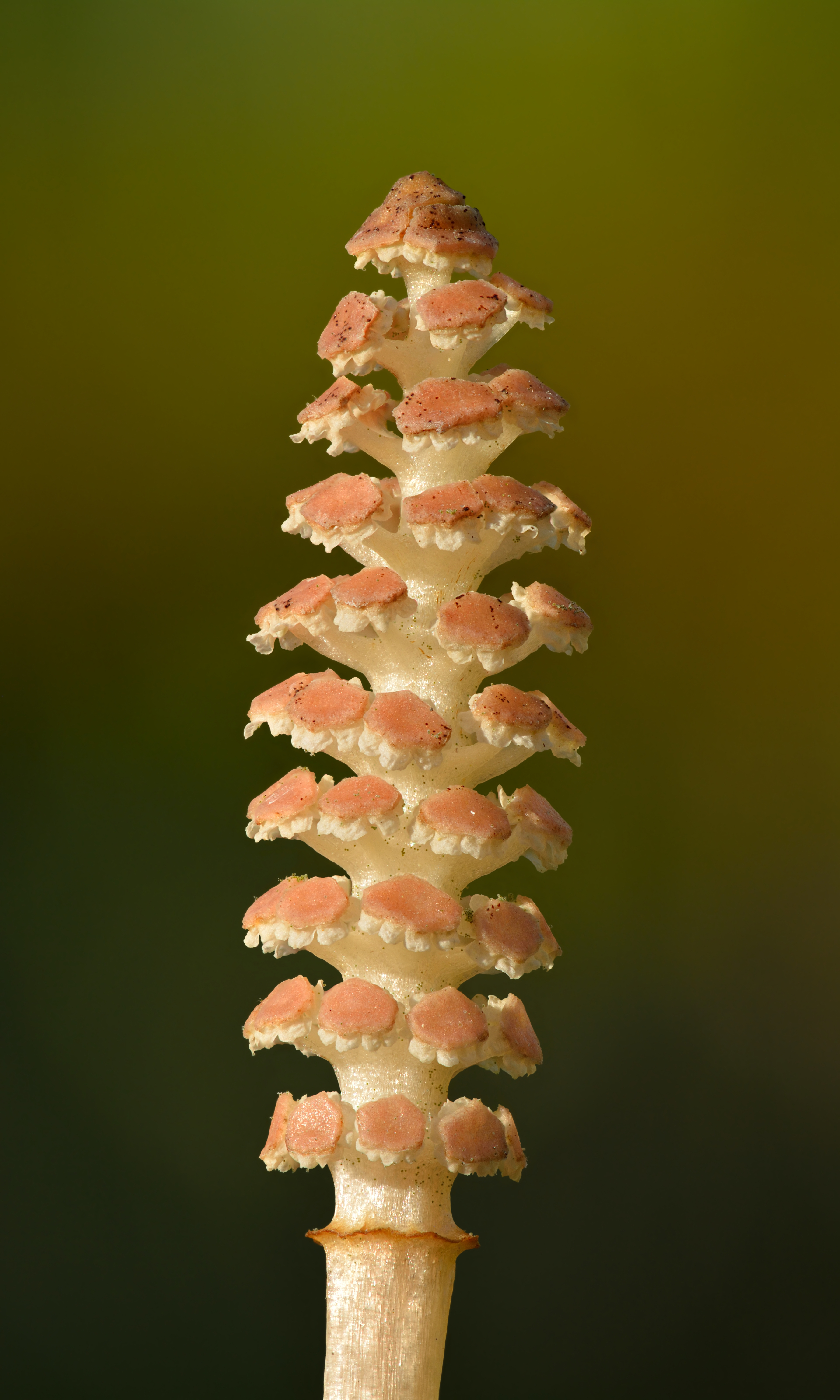
Sporenähre

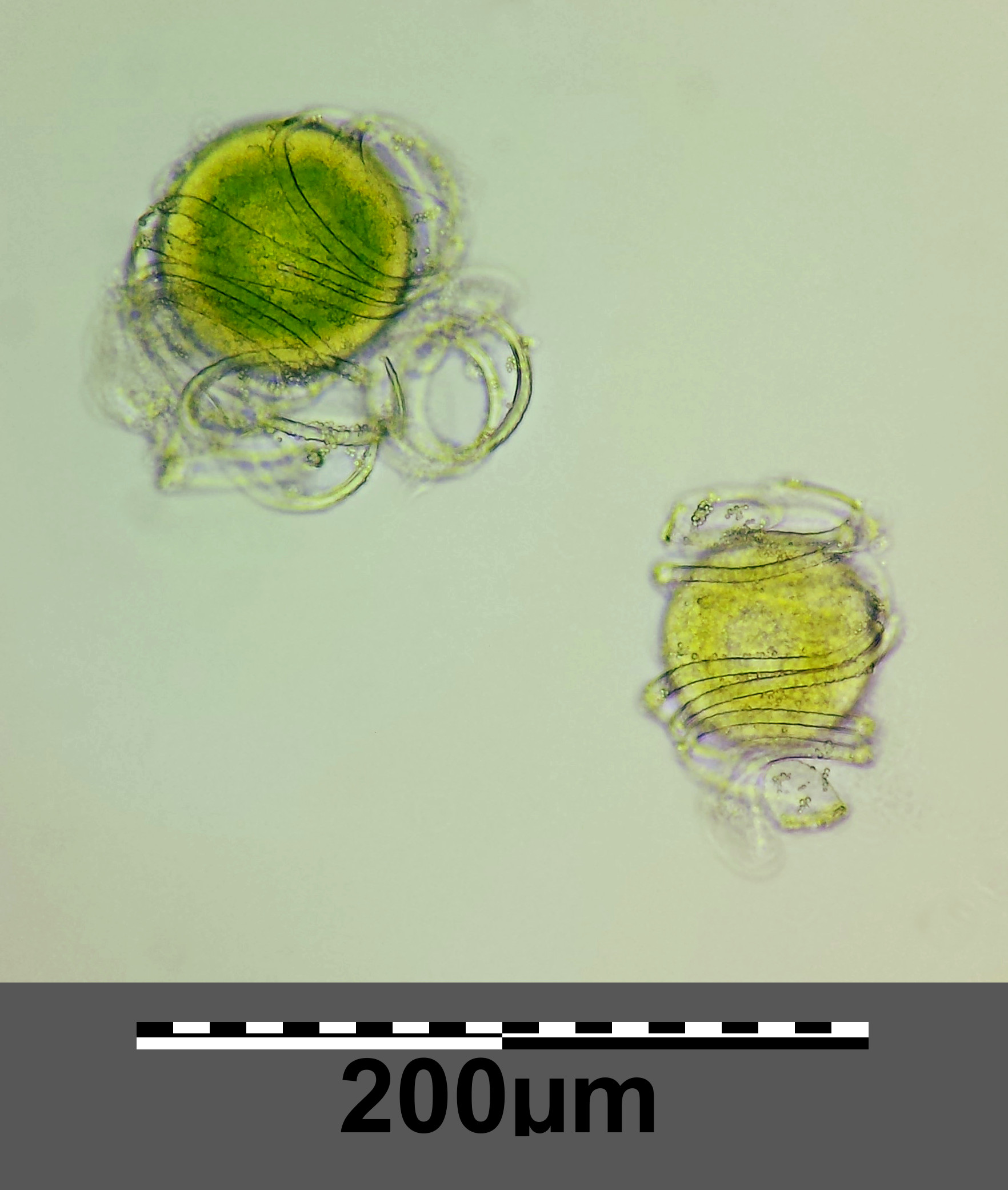
Sporen mit ihren Hapteren

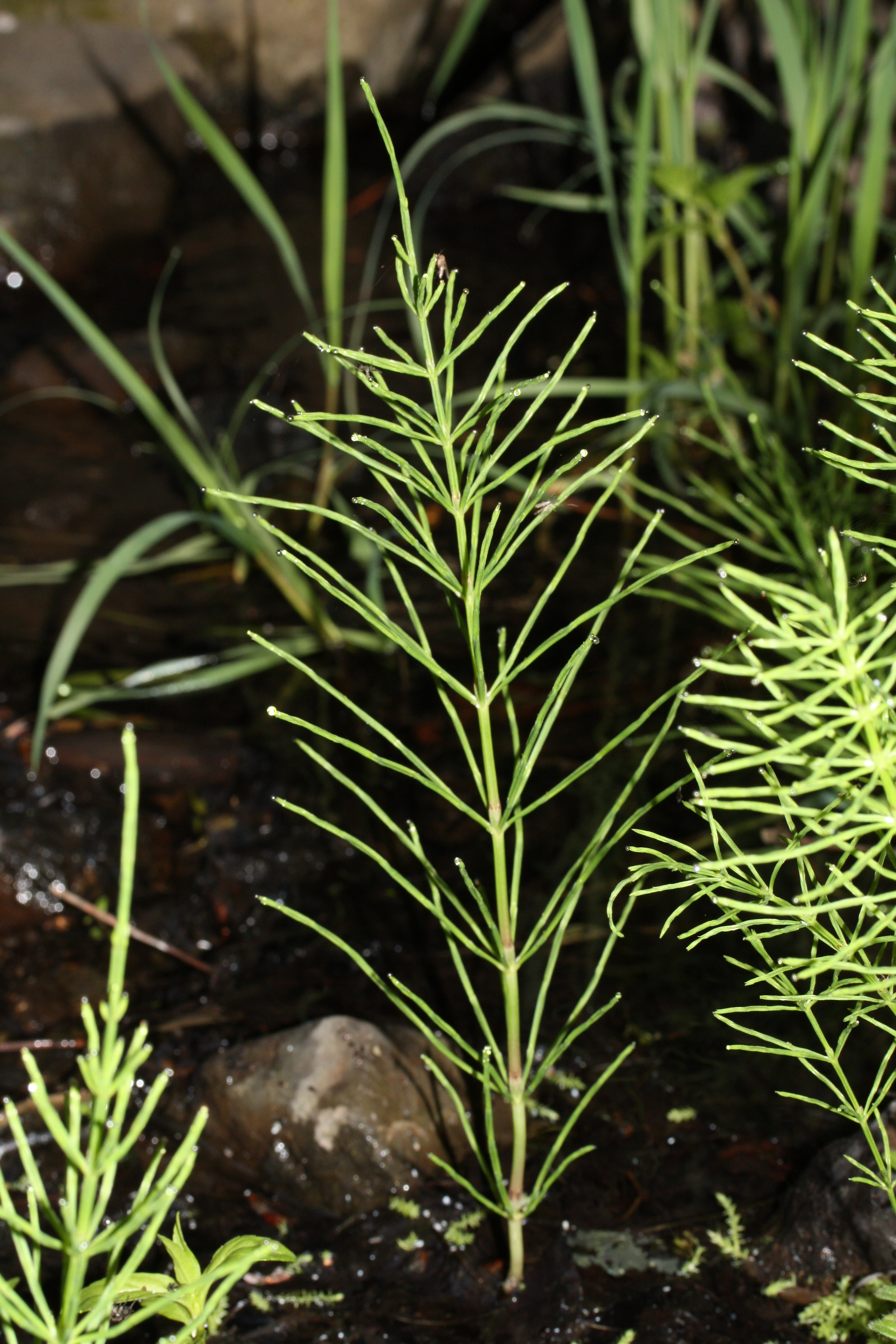
Steriler Spross

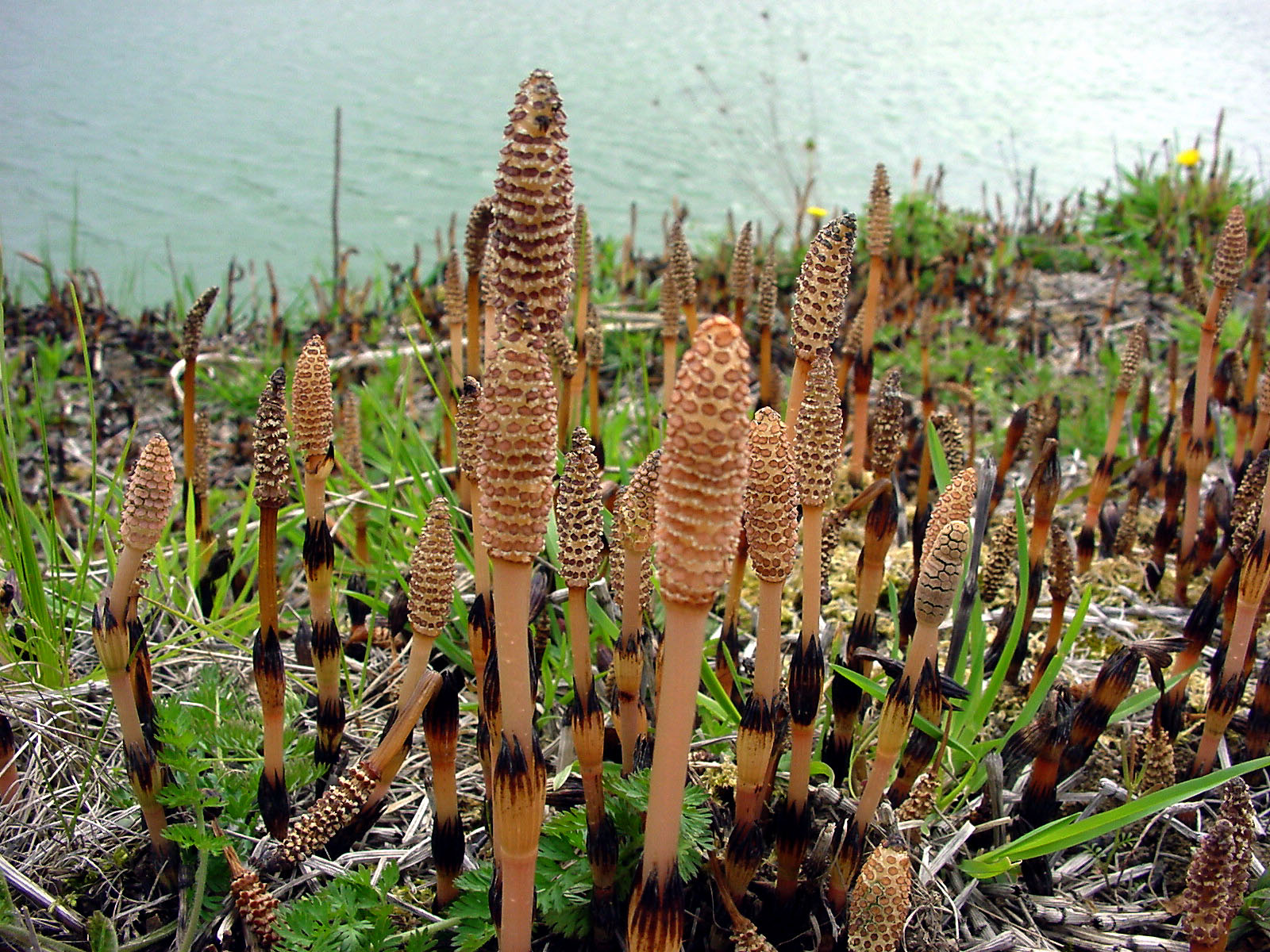
Fertile Sprosse beim Austreiben

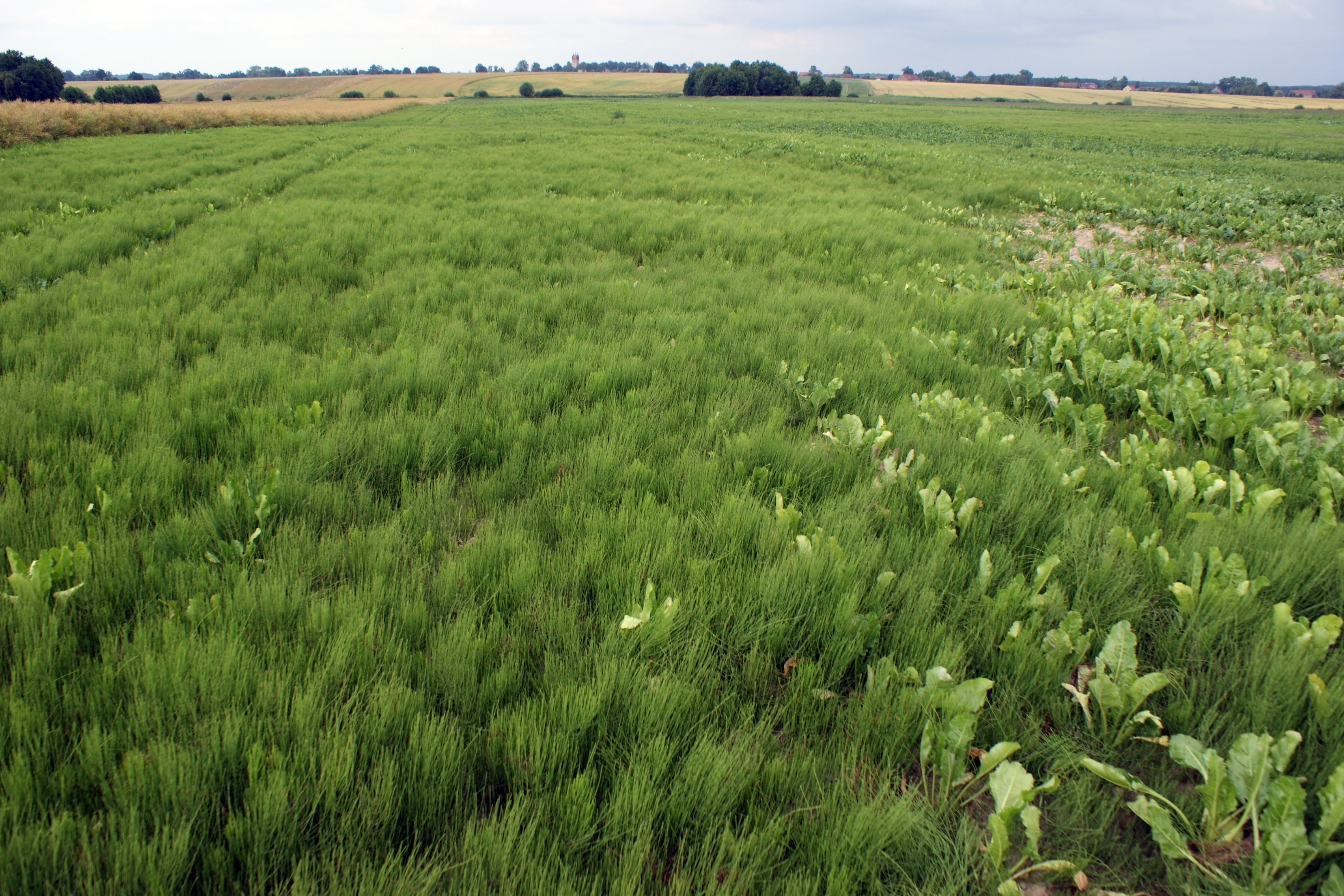
Acker mit Bestand vom Acker-Schachtelhalm

Der Acker-Schachtelhalm wächst als ausdauernde krautige Pflanze. Seine reich verzweigten, behaarten Rhizome treiben bis 1,60 Meter tief in den Boden hinein. Die sporangientragenden (= fertilen) Triebe sind von den sterilen Laubtrieben verschieden.
Die grünen sterilen Triebe erreichen eine Wuchshöhe von 10 bis 50 cm und einen Durchmesser von (1 bis) 3 bis 5 mm. Sie sind mit Ausnahme der Spitze reichlich und regelmäßig quirlig verzweigt mit einfachen, aufsteigenden bis aufrecht abstehenden Ästen. Der Stängel hat 6 bis 20 Rippen, die glatt oder mit stumpfen, niedrigen Papillen besetzt sind. Im Querschnitt nimmt die Zentralhöhle etwa ein Viertel des Durchmessers ein; sie ist größer als die Seitenhöhlen. Die Stängelscheiden sind 5 bis 12 mm lang (die oberen sind etwa so lang oder etwas kürzer als das unterste Glied der Seitenäste), mit 10 bis 12 (selten 6 bis 20) bis 4 mm langen, dreieckig-lanzettlichen, sehr spitzen, aber nicht begrannten, schwärzlichen, nur schmal weißlich berandeten Zähnen.
Die sporangientragenden Triebe erscheinen vor den sterilen Trieben und sterben nach dem Ausstäuben ab. Sie sind nur 5 bis 20 (selten bis 40) cm hoch, von hellbrauner Farbe und haben vier bis sechs Scheiden, aber keine Äste. Die Sporangienähre ist 1 bis 4 cm lang und stumpf.
Die sporangientragenden Triebe erscheinen von März bis Anfang Mai, die Laubtriebe im Mai.
Der Chromosomensatz ist diploid mit einer Chromosomenzahl von 2n = 216.

## Ökologie
Der Acker-Schachtelhalm ist ein Rhizom-Geophyt. Seitliche, kurze Erdsprosse wachsen zu knollig verdickten, stärkereichen Speicherorganen heran. Die sehr reichlich in die Zellwände eingelagerte Kieselsäure dient der Festigkeit der Pflanze und übernimmt hier die Funktion des Holzstoffs Lignin bei anderen Pflanzen. Durchlüftungskanäle durchziehen die ganze Pflanze und man findet sie auch in den Gefäßbündeln. Die Photosynthese wird von der grünen Sprossachse übernommen. Die Sporen bildenden Triebe sind chlorophyllfrei, treten im Frühjahr auf und sterben nach der Abgabe der Sporen bald ab. Die Wurzeln entstehen sprossbürtig.
Vegetative Vermehrung erfolgt durch unterirdische Ausläufer, aber auch durch das Verschleppen und Anwachsen einzelner Rhizomstücke. Der Acker-Schachtelhalm ist daher oft ein lästiges Acker- und Gartenunkraut und nur sehr schwer zu bekämpfen. Im landwirtschaftlichen Ackerbau wird er mit Herbiziden bekämpft. Er gilt als Zeigerpflanze für Bodenverdichtung und Staunässe. Er ist auch ein Lehm- und Unterbodenfeuchtezeiger und wurzelt bis zu 160 Zentimeter tief.

## Vorkommen
Der Acker-Schachtelhalm weist eine sehr weite, circumpolare Verbreitung auf der Nordhalbkugel auf, von der arktischen bis zur submediterranen (sporadisch auch noch in der mediterranen) Zone und von ozeanischen bis zu extrem kontinentalen Klimabedingungen. Equisetum arvense ist in Südafrika, Australien und Neuseeland ein Neophyt. In Europa kommt er in allen Ländern vor.
In den Allgäuer Alpen steigt er in Vorarlberg zwischen Hochkrumbach und Haldenwanger Eck bis zu einer Höhenlage von 1700 Metern auf. Auf der Fluralp über Zermatt erreicht er 2606 Meter.
Der Acker-Schachtelhalm besiedelt in Mitteleuropa Äcker, lehmige feuchte Wiesenränder, Gräben und Böschungen. Er gedeiht in Pflanzengesellschaften der Klassen Agrostietea, Artemisietea oder Chenopodietea, der Ordnung Agropyretalia und des Verbands Alno-Ulmion vor.
Die ökologischen Zeigerwerte nach Landolt et al. 2010 sind in der Schweiz: Feuchtezahl F = 3+w+ (feucht aber stark wechselnd), Lichtzahl L = 3 (halbschattig), Reaktionszahl R = 4 (neutral bis basisch), Temperaturzahl T = 3+ (unter-montan und ober-kollin), Nährstoffzahl N = 3 (mäßig nährstoffarm bis mäßig nährstoffreich), Kontinentalitätszahl K = 3 (subozeanisch bis subkontinental).

## Verwechslungsmöglichkeiten
Es besteht an feuchten Standorten Verwechslungsgefahr mit dem Sumpf-Schachtelhalm (Equisetum palustre), der wegen seines Alkaloidgehaltes giftig sein soll. Die Unterscheidung der beiden Arten ist für Laien etwas schwierig, zumal beide Arten an ähnlichen Standorten auftreten und sich auch vergesellschaften. Ein relativ sicheres Unterscheidungsmerkmal ist der Stängelquerschnitt. Im Vergleich beider Arten ist die Innenleitbahn des Ackerschachtelhalms deutlich größer als die des Sumpfschachtelhalms. Außerdem ist das erste Internodium des Seitentriebes länger oder mindestens so lang wie die dazugehörige Stängelscheide am Hauptspross. Beim Sumpfschachtelhalm sind die Zähne der Sprossscheiden in der Mitte eher dunkel und an der Spitze mit einem breiten Hautrand versehen. Sind die Sporentriebe ausgebildet, kann eine Unterscheidung auch mit deren Hilfe über deren Farbe, Aufbau, Jahreszeit der Ausbildung und dem gleichzeitigen Fehlen steriler Triebe vorgenommen werden.

## Systematik
Die Erstveröffentlichung von Equisetum arvense erfolgte 1753 durch Carl von Linné in Species Plantarum, Tomus II, S. 1061.
Bei Equisetum arvense gibt es bei einigen Autoren eine arktisch-alpine Unterart:
- Equisetum arvense subsp. alpestre (Wahlenb.) Schönsw. & Elven (Syn.: Equisetum alpestre (Wahlenb.) Landolt): Sie wird nicht 20–60 Zentimeter, sondern nur 15 Zentimeter hoch; der Spross ist niederliegend bis aufsteigend, der unverzweigte Teil des Stängels ist größer als ein Viertel der Gesamtlänge.[17] Die Seitenäste sind meist dreirippig statt vierrippig.[18] Sie kommt in Quellfluren und an Gletscherbächen der Alpen vor.[17] Sie ist nachgewiesen in Tirol, Vorarlberg und Südtirol, kommt aber in den Alpen vermutlich weiter verbreitet vor. Sie gedeiht besonders in Pflanzengesellschaften des Verbands Caricion bicoloris-atrofuscae.[18] Diese Sippe wurde von Göran Wahlenberg 1812 aus Lappland als Equisetum arvense var. alpestre Wahlenb. in seiner Flora Lapponica (Wahlenberg), Seite 296 erstbeschrieben.

Je nach Autor gibt es eine weitere Unterart:
- Equisetum arvense subsp. diffusum (D.Don) Fraser-Jenk. (Syn.: Equisetum diffusum D.Don): Sie kommt in Pakistan, Indien, Bangladesch, Nepal, Bhutan, Myanmar, Thailand, Laos, Vietnam, China und Tibet vor.[1] In der Flora of China 2013 ist dies aber eine eigene Art Equisetum diffusum D.Don.

## Nutzung

### Verwendung als Pflanzenschutz- und Pflanzenstärkungsmittel
Eine Jauche oder ein Kaltwasserauszug aus Acker-Schachtelhalm wird als Stärkungsmittel für Pflanzen und zur vorbeugenden Bekämpfung von saugenden Schädlingen wie z. B. Blattläusen verwendet. Die Besprühung mit Schachtelhalm-Tee kann vielleicht gegen Mehltau und Rost an Obstgehölzen und Tomaten helfen. Zur Herstellung des Tees muss der Schachtelhalm 20 bis 30 Minuten mit Wasser aufkochen, damit sich die Kieselsäure löst. Untersuchungen zur Wirksamkeit solcher Anwendungen sind allerdings widersprüchlich.
Im ökologischen Feldbau werden Extrakte beispielsweise von Schachtelhalm zum Beizen von Saatgut verwendet. Diese reichen jedoch nicht an konventionelle Mittel heran, die eine Effektivität von 99,5 % gegenüber Keim-Krankheiten und Schädlingen haben.

### Pflanzenheilkunde

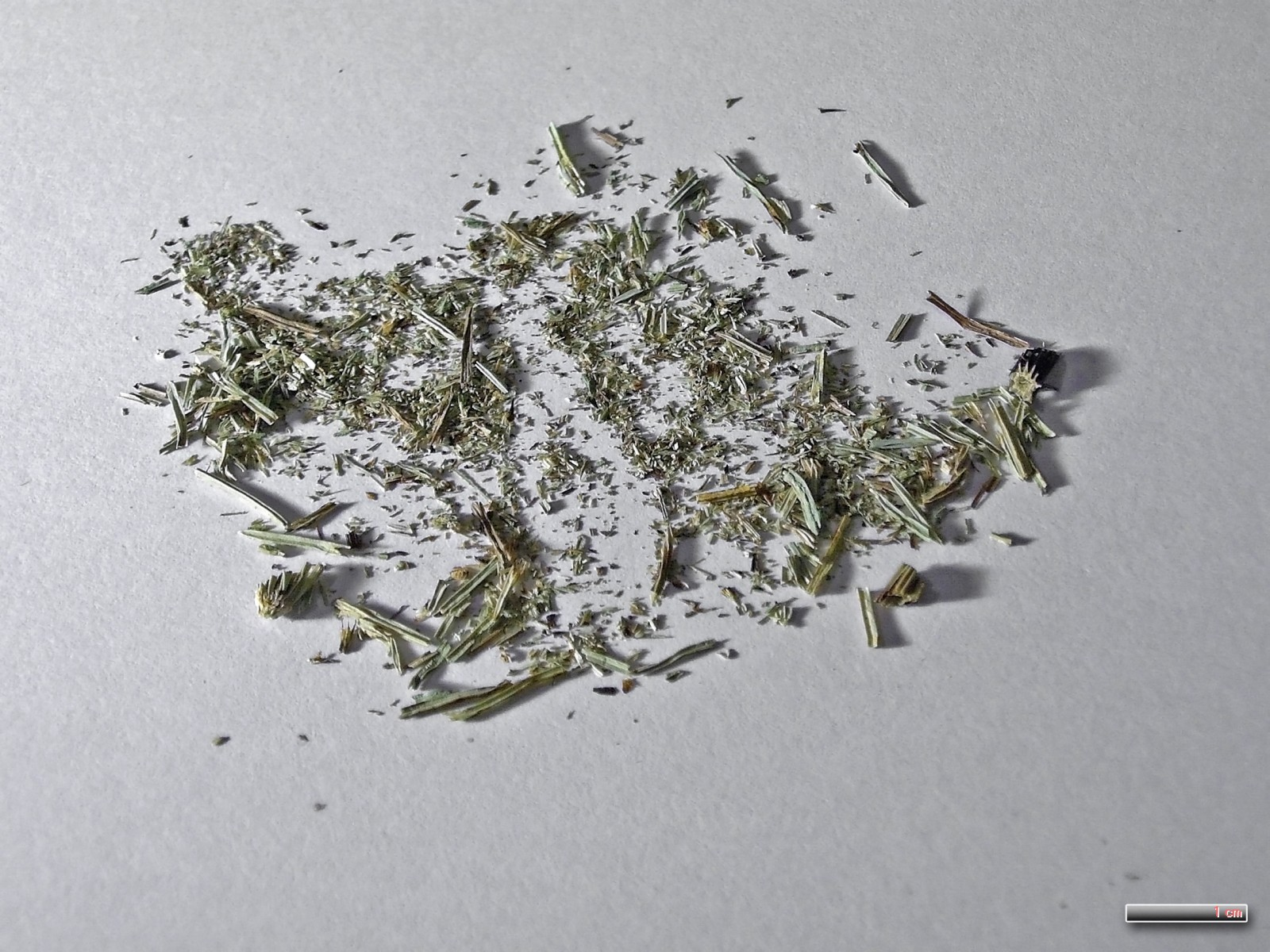
Acker-Schachtelhalm in Form der Krautdroge (Equiseti herba)

Der Acker-Schachtelhalm war als Heilpflanze einige Zeit fast vergessen, Sebastian Kneipp machte ihn wieder bekannt.

#### Pharmazeutische Geschichte
Schon Dioskurides kennt eine „Hippuris“, die Harn treibt, Uterusblutungen stillt und Husten und Wunden lindert. Equisetum heißt die Pflanze zuerst bei Plinius, er lobt sie zum Blutstillen, so auch wieder Albertus Magnus im 12. Jahrhundert. Auch Paracelsus erwähnt den „Katzenschwanz“. Auch mit lateinisch Cauda equina („Pferdeschwanz“) wurden Equisetum-Arten, insbesondere der Acker-Schachtelhalm bezeichnet. Weitere Bezeichnungen waren unter anderem iparis (wohl auch für Hippuris vulgaris L.) und equiseton. Agricola und Hoffmann, Leibarzt Friedrichs des Großen, kennen ihn für den Harntrakt, Matthiolus und Weinmann als zusammenziehendes, blutstillendes Mittel, von Haller gegen Blutsturz, Nieren- und Blasengeschwüre, als Gurgelwasser für Hals und Mundraum und Umschläge bei Wundbrand. Osianders Volksarzneymittel nennen ihn bei Ruhr und Wassersucht. Sebastian Kneipp machte die Pflanze nachhaltig bekannt, die er äußerlich bei Geschwüren, auch alten Gewebeschäden, innerlich bei Grieß- und Steinleiden, „unverzichtbar“ bei Harnverhalt, ferner Blutungen und Bluterbrechen empfiehlt. Später brachte man die enthaltene Kieselsäure mit der Abheilung von Hautwunden, aber auch Tuberkuloseherden in Verbindung, auch Arteriosklerose sollte sie entgegenwirken. Leclerc und Gibelli bestätigen die Wirkung bei Lungen- und metrorrhagischen Blutungen bzw. als Breiumschläge bei Krampfadergeschwüren, nach anderen verbessert Equisetum die Blutbildung bei Blutungsanämien. G.G.Wegener sah Erfolge bei Lupus und Haarausfall. Die lettische Volksmedizin nutzt den Auszug der Wurzel zu Einreibungen bei Rheumatismus, die tschechische u. a. bei Erbrechen, Durchfall, zu starker Menstruation, als Nasentampon bei Nasenbluten und weiteres. Die meisten Autoren benutzten das Kraut ohne Wurzel bzw. nur die Stängel. Madaus’ Zeitgenossen gebrauchten Equisetum bei verschiedensten Leiden der Harnorgane und Blutungen, teilweise auch bei Durchfall, Fluor albus, Milzschwellung, Leberstauung, Arteriosklerose und Herzschwäche. Der Tee sei gut geeignet als Dauergetränk bei Rheumatismus alter Leute. Kommission E empfiehlt Schachtelhalmkraut innerlich bei Ödemen, sofern sie nicht von eingeschränkter Herz- oder Nierenfunktion rühren, als Durchspülungstherapie bei Harnwegsentzündungen und Nierengries (mittlere Tagesdosis 6 g Droge), hierbei ist auf ausreichendes Trinken zu achten, äußerlich bei schlecht heilenden Wunden (Umschläge mit 10 g Droge auf 1 l Wasser). 1988 wurden in Deutschland wissenschaftliche Versuche zu feldmäßigem Anbau von Acker-Schachtelhalm durchgeführt.

### Inhaltsstoffe
In Literatur und Verzeichnissen zu Pflanzenheilkunde, Kosmetik und Körperpflege finden sich folgende Angaben: Inhaltsstoffe seien etwa 10 % Kieselsäure und die als therapeutisch wirksam bekannten Bestandteile Flavonoide, Pflanzensäuren, Glykoside, Kalium und Carbonsäuren. Des Weiteren finden sich Angaben, wonach das Schachtelhalmkraut mehr als 10 % mineralische Bestandteile, davon etwa zwei Drittel Kieselsäure, davon etwa 10 % wasserlösliche Silikate, außerdem 1,5 % Aluminium- und Kaliumchlorid enthalte, nach denen weiters unter den Flavonoiden die Kämpferol- und Quercetinglykoside mengenmäßig überwiegen, sowie geringe Mengen an Alkaloiden wie Nicotin, 3-Methoxypyridin, manchmal Spuren von Palustrin und Nebenalkaloiden gefunden werden und ein enthaltenes Gemisch aus längerkettigen Fettsäuren und Phytosterolen als Equisetonin bezeichnet werde. Die Asche enthalte viel Aluminium und Kaliumchlorid.
Neuere Literatur nennt neben den Flavonoiden auch Derivate der Kaffeesäure, wie Dicaffeoyl-meso-Weinsäure und Caffeoyl-Shikimisäure, lediglich 10 % mineralische Bestandteile, bestehend aus einem hohen Anteil an löslicher Kieselsäure sowie Kaliumchlorid und Aluminiumchlorid, nur Spuren von Alkaloiden wie Palustrin und Nicotin und verneint ausdrücklich einen Gehalt an Saponinen, der früher angegeben wurde. Eine Wirkung wird heute den Flavonoiden, den Kaffeesäure-Derivaten und eventuell dem hohen Kaliumgehalt zugeschrieben.

### Präparation
Zum Trocknen und in der Phytotherapie wird nicht der fruchtbare Sporentrieb, sondern die erst später erscheinenden unfruchtbaren, sattgrünen und jungen Frühjahrs- und Sommertriebe geerntet. Von diesen oberirdischen Pflanzenteilen (Droge: Herb. equiseti) werden von Mai bis August die oberen zwei Drittel der Triebe gesammelt. Diese werden luftgetrocknet, zerschnitten und ergeben den Schachtelhalm- oder auch Zinnkrauttee, der arzneilich und zur Pflanzenstärkung angewendet werden kann.

### Eigenschaften
Folgende Eigenschaften und Wirkungen werden dem Acker-Schachtelhalm in der Literatur über Heilpflanzen zugeschrieben:
Das Aroma der getrockneten Pflanze ist beinahe neutral. Beim Kauen der Pflanze knirscht es etwas zwischen den Zähnen, was von der Kieselsäure herrührt. Der in der Apotheke auch Equiseti herba genannte Schachtelhalm- oder auch Zinnkraut-Tee wird zur Durchspülung bei bakteriellen und entzündlichen Erkrankungen der Nieren und Harnwege und bei Nierengries verwendet. Er eignet sich auch zur Behandlung von chronischem Husten und zur Ausschwemmung von Ödemen. Auch in der Arthrosemedizin finden Konzentrate (Elixier) erfolgreich Anwendung. Heute ist Acker-Schachtelhalm Bestandteil vieler standardisierter Präparate, wie Rheuma-, Husten-, Nieren-, Blasen- und Blutreinigungstees. Wegen des hohen Kieselsäuregehaltes wird dem Acker-Schachtelhalm in erster Linie eine stärkende Wirkung auf das Bindegewebe zugeschrieben, er soll den Stoffwechsel und die Durchblutung fördern und blutstillend wirken. Er zeigt leicht harntreibende (diuretische), abschwellende und immunstimulierende Effekte und stärkt das Verdauungssystem. Nebenwirkungen sind ebenso wenig bekannt wie z. B. die Folgen einer Verdauungsstärkung.
Äußerlich verwendet man Schachtelhalmkraut beispielsweise bei der Behandlung schlecht heilender Wunden, in Bädern bei Frostschäden, Durchblutungsstörungen, Schwellungen nach Knochenbrüchen, rheumatischen Beschwerden sowie bei Wundliegen. Die Droge hat blutstillende Eigenschaften, die man volkstümlich bei verstärkter Monatsblutung und bei Nasenbluten nutzt. Auch in einigen Hausmitteln ist die Droge enthalten.
Früher nahm man an, dass bei Lungentuberkulose durch resorbierte Kieselsäure die natürlichen Heilungsvorgänge unterstützt würden. Nachweisen konnte man bisher nur eine Stimulierung der körpereigenen Abwehrkräfte, die durch Kieselsäure bedingt sein könnte.

### Haushalt
Der Acker-Schachtelhalm wurde im Haushalt vor allem als Reinigungsmittel für Gegenstände aus Zinn verwendet, woraus sich auch einige seiner volkstümlichen Namen ableiten. Dabei wirken die enthaltenen Kieselsäurekristalle als Putzkörper. In Japan wird der Acker-Schachtelhalm als Gemüse angebaut.

### Kosmetik
In der Kosmetik werden Extrakte des Acker-Schachtelhalms besonders zur Stärkung des Bindegewebes, zur Entzündungshemmung, Hautstraffung, Durchblutungsförderung und einer adstringierenden Wirkung wegen verwendet. Auch gegen fettiges Haar wird Schachtelhalm in der Kosmetik genutzt. Sportler verwenden Konzentrate des Acker-Schachtelhalms zur Stärkung von Sehnen und Bändern.

## Trivialnamen
Für den Acker-Schachtelhalm bestehen auch folgende deutschsprachige, teils veraltete Trivialnamen: Ackerhermus (Pommern) Ahnwop, Bandwisch, Falbenrock, Fegkraut, Gänsekraut (Leipzig), Katzenzagel(kraut), Rosszagel, Papenpint und Papenpitt (bezogen auf den Fruchtstengel, Ostfriesland), kleiner Schafthalm, Schauergras, Scheuergras, Scheuerkraut, Unnet (Ostfriesland), Unger (Münsterland), Duwacken (Mittelweser) und Wild (Unterweser) sowie Schafschwanz.

## Weiterführende Literatur
- William J. Cody, Vladimir Wagner: The biology of Canadian weeds: 49. Equisetum arvense L. In: Canadian Journal of Plant Science. Band 61, Nr. 1, 1981, S. 123–133, doi:10.4141/cjps81-015 (PDF-Datei 758 kB).
- Richard L. Hauke: Equisetum arvense. In: Flora of North America Editorial Committee (Hrsg.): Flora of North America North of Mexico. Volume 2: Pteridophytes and Gymnosperms. Oxford University Press, New York / Oxford u. a. 1993, ISBN 0-19-508242-7 (englisch, online).